# 누대
누대(累代, Eon, Aeon)는 묶을 루(累)자와 시대 대(代)가 합쳐진 단어로 지질 시대의 구분에서 가장 큰 범위를 포함하는 개념으로, 여러 개의 대로 이루어진다. 지질 시대의 구분 단위는 누대, 대, 기, 세 순으로 세분화된다.

## 종류
- 명왕누대
- 시생누대
- 원생누대
- 현생누대

## 같이 보기
- 지질 시대
- 대 (지질학)
- 기 (지질학)
- 세 (지질학)